# Геоглифы Наски
Гео́глифы На́ски (исп. Líneas de Nazca) — группа гигантских геометрических и фигурных геоглифов на плато Наска в южной части Перу.
На плато, протянувшемся более чем на 50 километров с севера на юг и на 5–7 километров с запада на восток, сегодня известно около 143 рисунков (птицы, обезьяна, паук, цветы и др.); также около 13 тысяч линий и полос и около 700 геометрических фигур (прежде всего треугольников и трапеций, а также около сотни спиралей).
Благодаря полупустынному климату они сохранились с глубокой древности. Поскольку изображения достигают нескольких сотен метров в длину и с земли их распознать затруднительно, то официально были обнаружены лишь в современное время, при полётах над плато в первой половине XX века. В 1994 году внесены в список Всемирного наследия ЮНЕСКО.
Несмотря на свою величину, фигуры плато Наска неразличимы невооружённым глазом с борта МКС.

## История
В 1553 году Сьеса де Леон первым сообщил о геоглифах Наски:

По всем этим долинам и по тем, что уже пройдены, на всём протяжении идёт прекрасная, большая дорога Инков, и кое-где среди песков видятся знаки, чтобы угадывать проложенный путь.— Сьеса де Леон, Педро. Хроника Перу
Рисунки были замечены в 1939 году, когда над плато пролетел на самолёте американский археолог Пол Косок. Огромный вклад в исследование загадочных линий принадлежит немецкому доктору археологии Марии Райхе. Её работы начались в 1941 году. Однако сфотографировать рисунки с воздуха она смогла только в 1947 году, воспользовавшись услугами военной авиации. Последнее изображение 37-метрового кота было случайно обнаружено в октябре 2020 года на склоне смотрового холма и расчищено исследователями.
Американцами при помощи аэрофотосъёмки были сделаны достаточно точные карты-схемы той части плато Наска, где изображены известные фигуры животных, однако подробных карт, отображающих всю картину геоглифов этого района, до сих пор[каких?] не существует.

## Описание

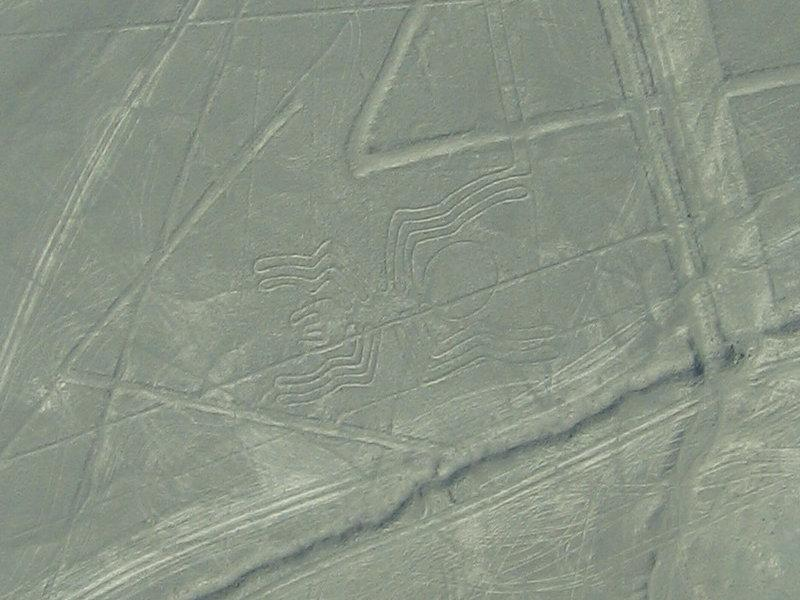
Паук в долине Наска

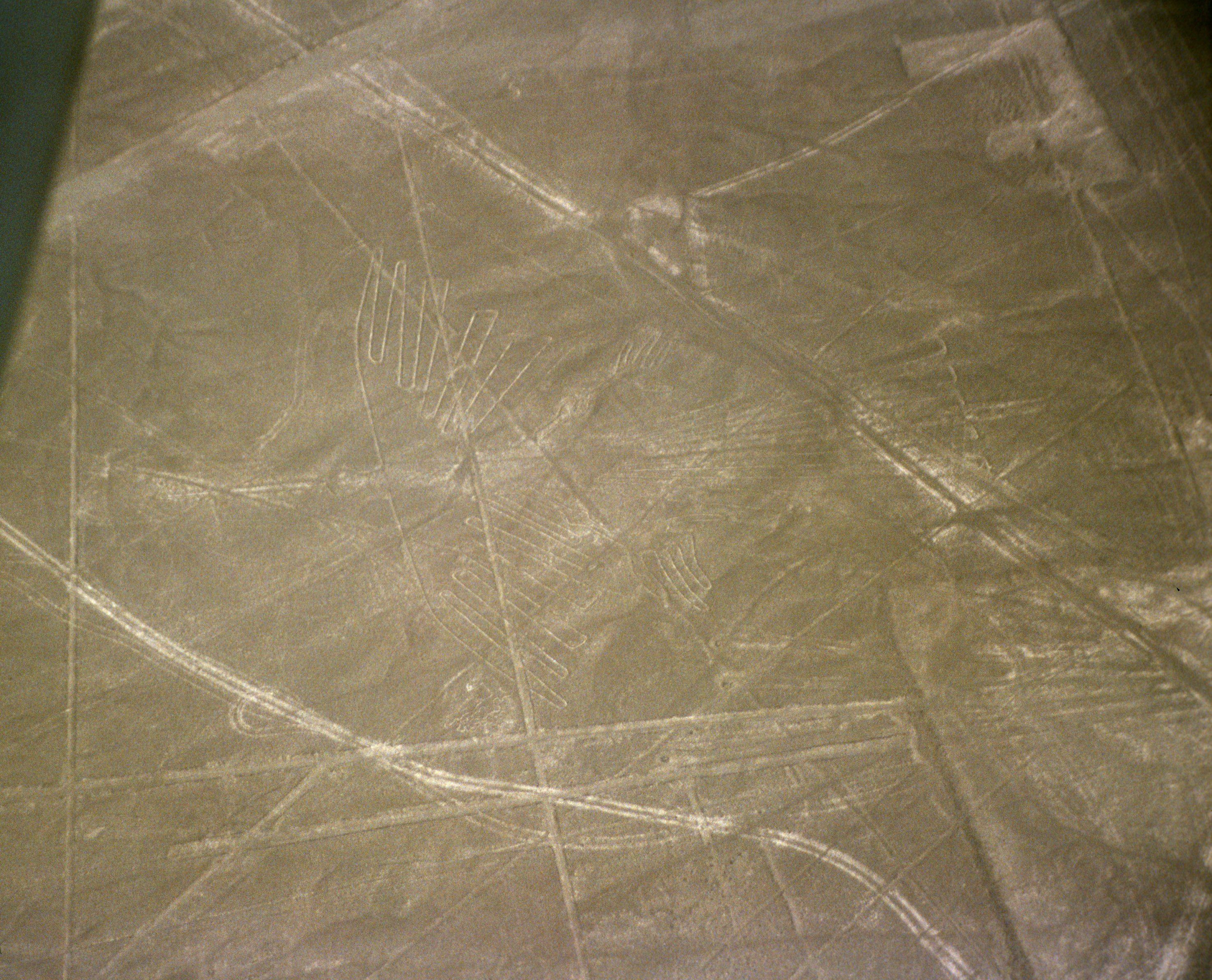
Изображение птицы, условно называемое «кондор», в долине Наска

Изображение дрозда-отшельника (ранее называлось «колибри») имеет длину 50 метров, паук имеет размер 46 метров, фигура, условно называемая «кондор», простирается от клюва до перьев хвоста почти на 120 метров, а ящерица имеет длину до 188 метров. На плато Наска известен лишь один рисунок, изображающий человекоподобное существо, — так называемый «астронавт», высотой 30 метров (на плато Пальпа находится около десятка изображений человеческих существ).
Почти все рисунки выполнены в этом огромном масштабе в одной манере, когда контур очерчен одной непрерывной линией.
Идеально ровные линии и полосы уходят за горизонт, пересекая высохшие русла рек, взбираясь на холмы и при этом не отклоняясь от своего направления (хотя современные геодезические методы не позволяют провести на пересечённой местности прямую линию длиной до 8 километров так, чтобы отклонение не превышало 0,1 градуса).
Истинную форму изображений можно наблюдать лишь с высоты птичьего полёта. Такого естественного возвышения поблизости не существует, зато имеются горбы-полугоры[прояснить]. Но чем выше поднимаешься над плато, тем эти рисунки становятся меньше и превращаются в непонятные царапины.
Сами линии, полосы и рисунки нанесены на поверхность путём выемки грунта, в виде борозд до 135 сантиметров шириной и до 40—50 сантиметров глубиной (средняя глубина 25—30 сантиметров), по сути это неглубокие траншеи.
При этом на чёрной каменистой поверхности образуются белые полосы — линии. Мелкий гравий внутри линий не отличается по цвету от остальной поверхности[уточнить]. Однако сами линии прекрасно видны с высоты и хорошо выделяются на фоне общего пейзажа.
При наличии десятков тысяч геоглифов и, несмотря на то, что поверхность пампасов [уточнить] такова, что единожды проехавший по ней автомобиль оставляет следы колёс, на плато Наска практически отсутствуют следы троп. То есть люди (многочисленные рабочие), выполнявшие данные земляные работы по изготовлению полос в несколько метров шириной и в сотни метров длиной, не оставили следов своих ног, натоптанных троп. Тропинки если и можно найти, то только на склонах холмов, где бывали раньше, до организации заповедника, местные крестьяне, на самом плато их нет.
Также отмечается такой факт: так как белая поверхность нагрета меньше, чем чёрная, то создаётся разница давления и температур, что приводит к тому, что данные линии не страдают в песчаных бурях.

## Исследования
Пересечение холма линиями Наска
Линии Наски ставят перед историками немало вопросов — кто их создал, когда, зачем и каким образом. В самом деле, с земли многие геоглифы разглядеть невозможно, поэтому остаётся предполагать, что с помощью таких узоров древние обитатели долины общались с божеством. Помимо ритуального, не исключено и астрономическое значение этих линий.
Относительно времени создания линий учёные сходятся — до XII века, когда в долине появились инки. Большинство исследований приписывает их создание цивилизации Наска, населявшей плато до II века н. э.
Ведущая исследовательница геоглифов Мария Райхе утверждала, что создатели рисунков сначала делали небольшие эскизы, а затем воспроизводили их в нужных больших размерах (в качестве доказательства Мария Райхе показывала небольшие эскизы, обнаруженные ею в этом районе). Кроме того, на концах рисунков были найдены деревянные сваи, вбитые в почву, которые играли роль координатных точек при нанесении рисунка. Установлено, что сваи относятся к VI—I вв. до н. э. — к этому же периоду относятся и остатки поселений культуры Наска, обнаруженные недалеко от таинственных рисунков.

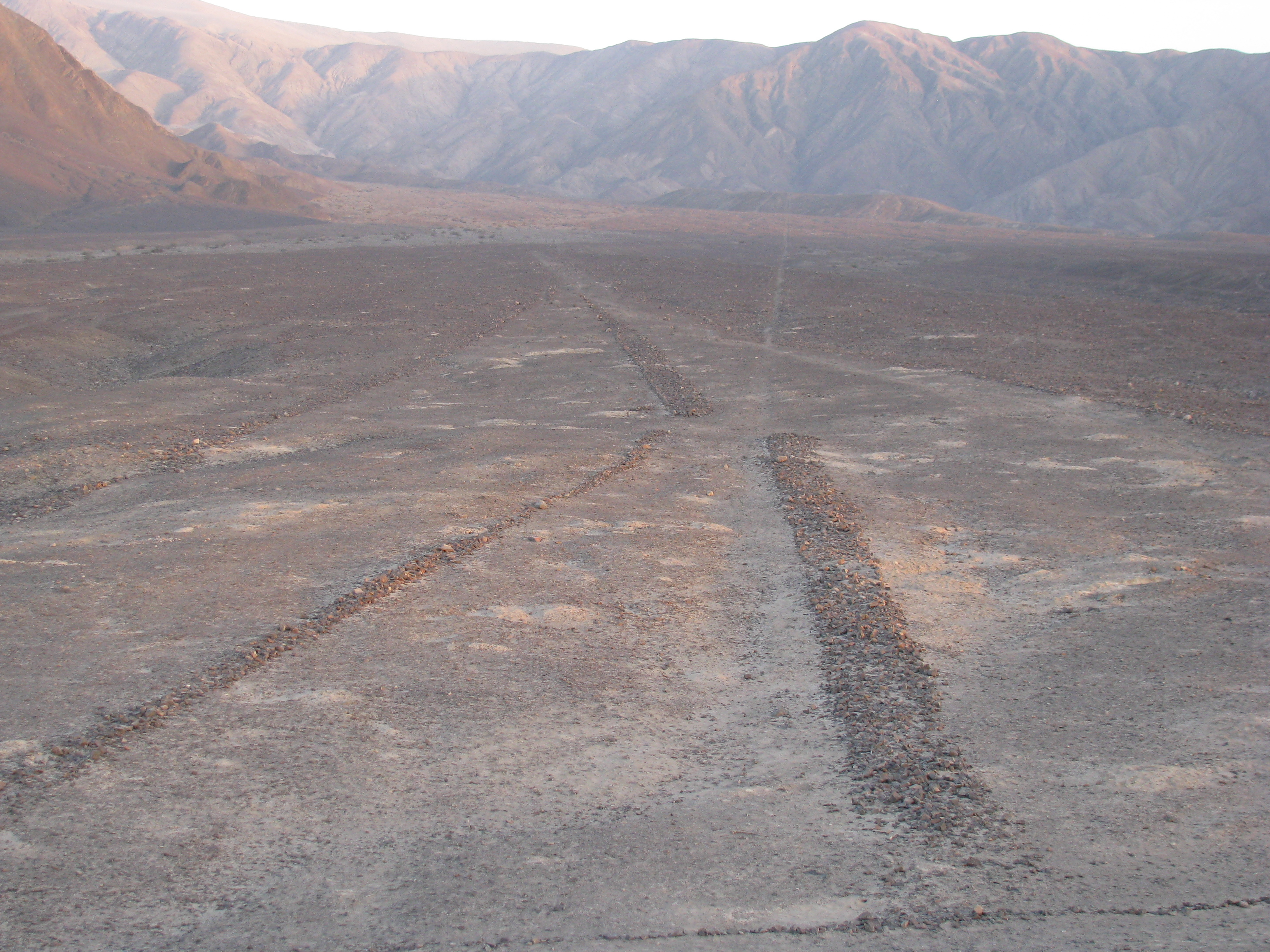
Фактура линий в долине Наска

Линии и полосы многократно пересекают друг друга, полосы накладываются на рисунки, геометрические фигуры пересекают полосы. Это говорит о том, что комплекс Наски покрывался изображениями не единовременно, а в несколько этапов. Но при этом сделанные позже и наложенные сверху изображения не уничтожают контуров геоглифов, оказавшихся под ними (и в этом есть некая странность — ведь когда одна «траншея» пересекает другую, понятно, что она уничтожает границы предыдущей, в Наске же этого не происходит)[прояснить].
Есть версия, что животные и птицы являются предшественниками полос: многие трапеции, прямоугольники и прямые пересекают более сложные фигуры, частично зачёркивая их. Очевидным выводом из этого является то, что роспись пустыни выполнялась в два приёма. Причём приходится признать, что ранняя фаза была более совершенной, чем последующая. Выполнение зооморфных фигур требовало несравненно более высокого умения и искусства, чем прорезание прямых линий.
Некоторые учёные, которые не поддерживают эту версию, объединяют эти два этапа и высказывают предположение, что культура Наска владела техникой художественного самовыражения как в геометрической, так и в фигуративной форме, однако эти не имевшие письменности племена исчезли с перуанской исторической сцены за много веков до появления их более известных наследников, каковыми являются инки.
Постоянные и целенаправленные исследования в Наске и Пальпе сейчас не ведутся. Ответственность за изучение и охрану комплекса Наски в настоящее время возложена на Национальный институт культуры Перу, но у него нет достаточных средств на проведение масштабных полевых исследований.
В декабре 2022 года появилось сообщение о том, что были обнаружены  сразу 168 новых  геоглифов, после чего общее число открытых геоглифов достигло 358 штук.
В 2023 году специалисты японского Университета Ямагата открыли четыре новых геоглифа при помощи искусственного интеллекта — 5-метровую фигуру гуманоида с дубинкой в руке, 19-метровую рыбу, 17-метровую птицу и пару ног длиной 78 метров. По данным учёных, использование ИИ помогает находить новые геоглифы в 21 раз быстрее, чем практика просмотра аэрофотоснимков высокого разрешения невооруженным глазом.

## Назначение (версии)

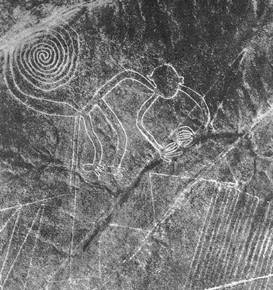
Обезьяна в долине Наска

Представляется вполне вероятным, что представители культуры Наска могли быть астрономами-наблюдателями, — по крайней мере, по мнению доктора Филлиса Питлуги (астронома чикагского планетария). После интенсивного изучения взаимного расположения звёзд в Наска с применением компьютерных методов она пришла к выводу, что знаменитое изображение паука задумано как диаграмма гигантского звёздного скопления в созвездии Ориона, а сопрягающиеся с этой фигуры прямые, как стрела, линии характеризуют изменение склонения трёх звёзд в Поясе Ориона.
Мария Райхе, посвятившая изучению линий Наска почти половину века, также предполагала, что весь макрокомплекс плато Наска был ориентирован на решение разнообразных астрономических (линии могут являться самым большим в мире астрономическим календарём) или, возможно, астрологических задач.
Но крупный британский специалист по археоастрономии Джеральд Хокинс, проведя в 1970-е годы несколько полевых исследований на плато и использовав современные способы измерений и компьютерного моделирования, пришёл к выводу, что только 20 процентов всех линий Наски может быть однозначно соотнесено с какими-либо небесными ориентирами. При том, что линии и полосы на плато идут во всевозможных направлениях, такое астрономическое объяснение не может быть признано определяющим и удовлетворительным.
Поскольку все чертежи состоят из определённого набора базовых элементов и существуют сочетания линий, которые воспроизводятся в очень близкой геометрии, но очень разного размера, то Мария Райхе по этому поводу писала: «Геометрические фигуры производят впечатление зашифрованного текста, в котором одни и те же слова иногда обозначены огромными буквами и иногда малюсенькими значками».
В массовой литературе и уфологии популярны объяснения, что полосы в пустыне Наска предназначены для ориентирования и посадки инопланетных космических кораблей (ведь до начала XX века человечество было неспособно к полётам). Свидетельств, что полосы в Наска когда-либо использовались для взлёта или посадок летательных аппаратов, нет.

## Галерея

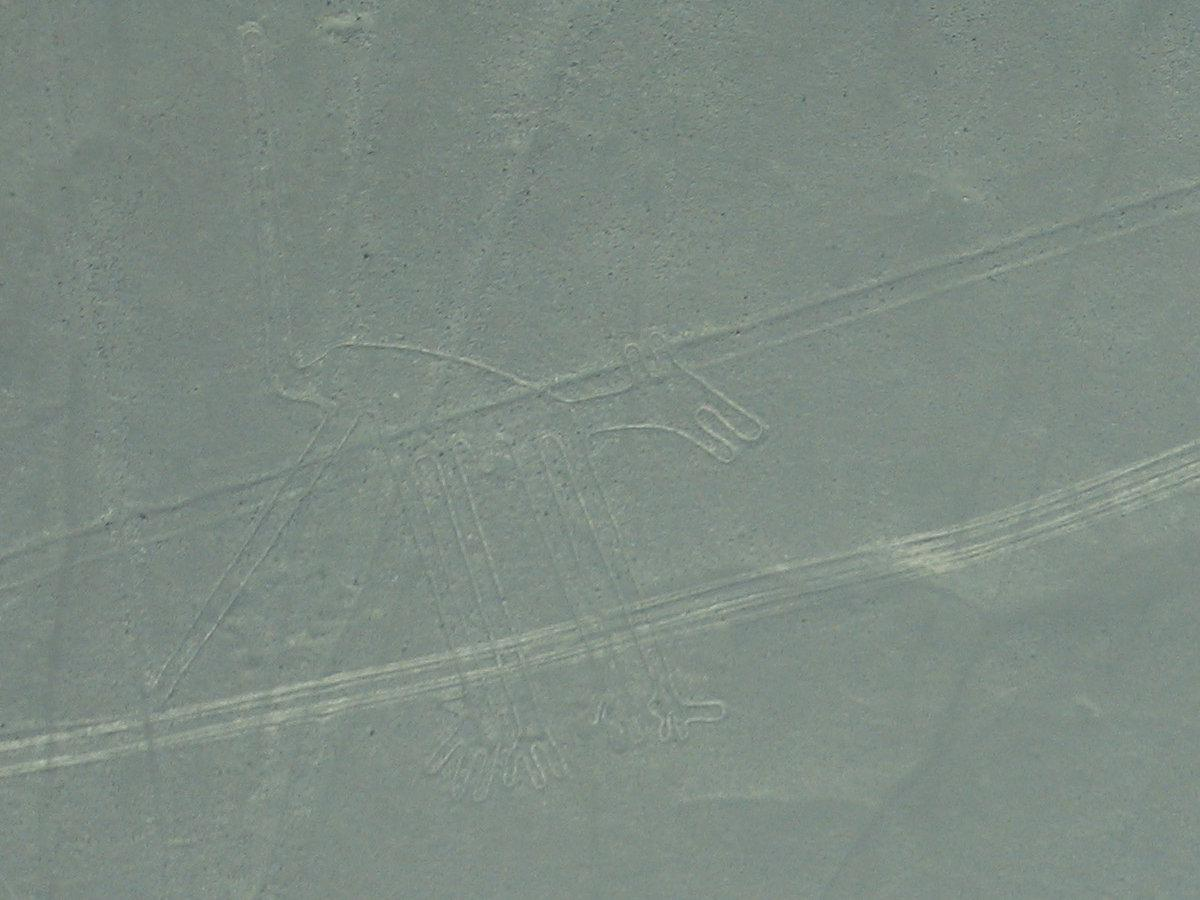
Собака
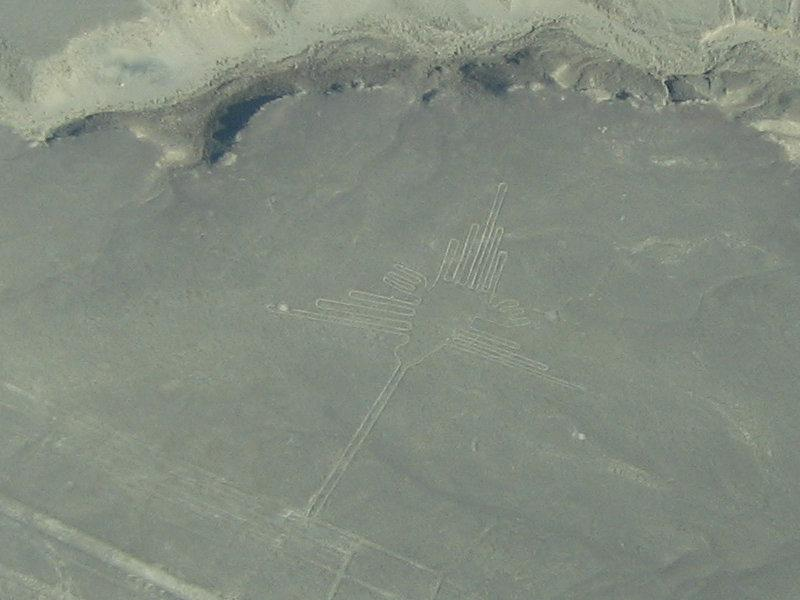
Дрозд-отшельник (ранее назывался «колибри»)
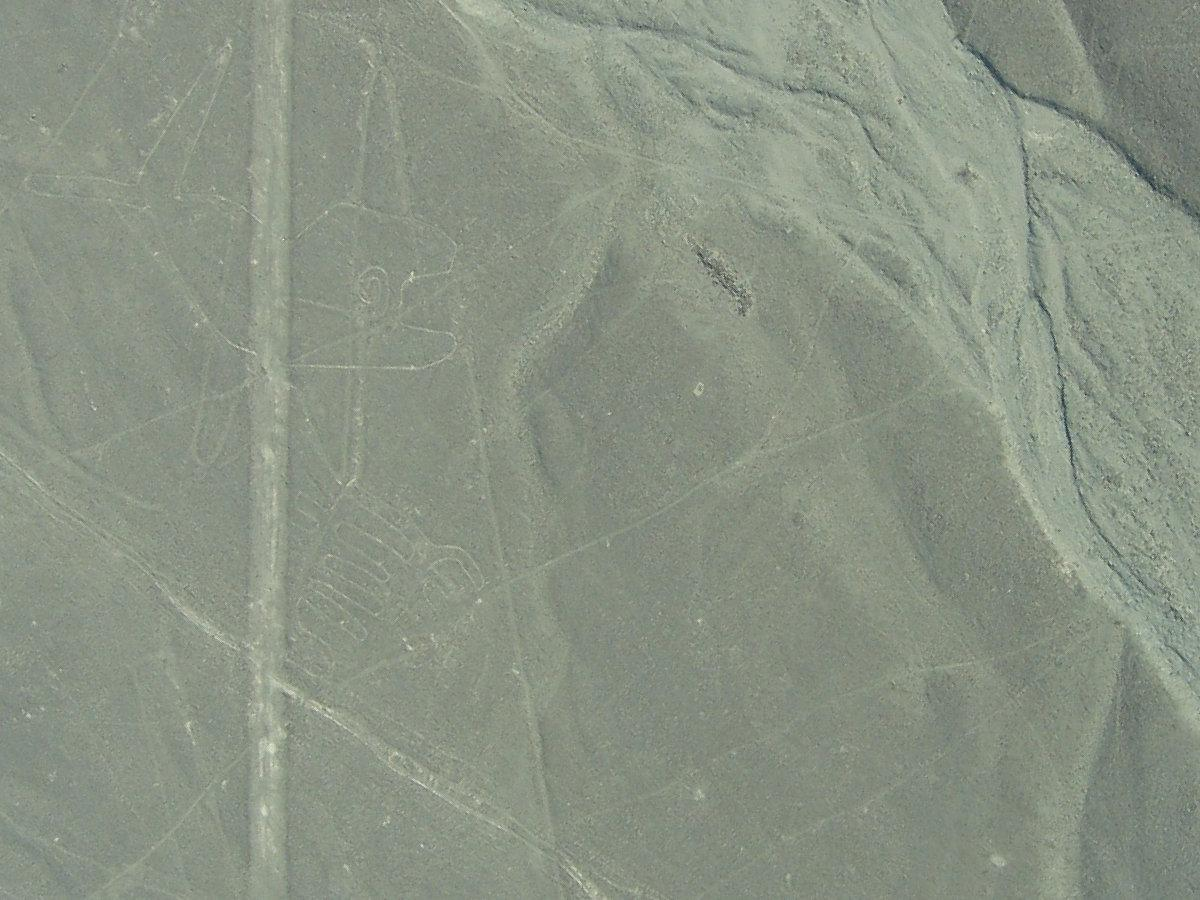
Кит
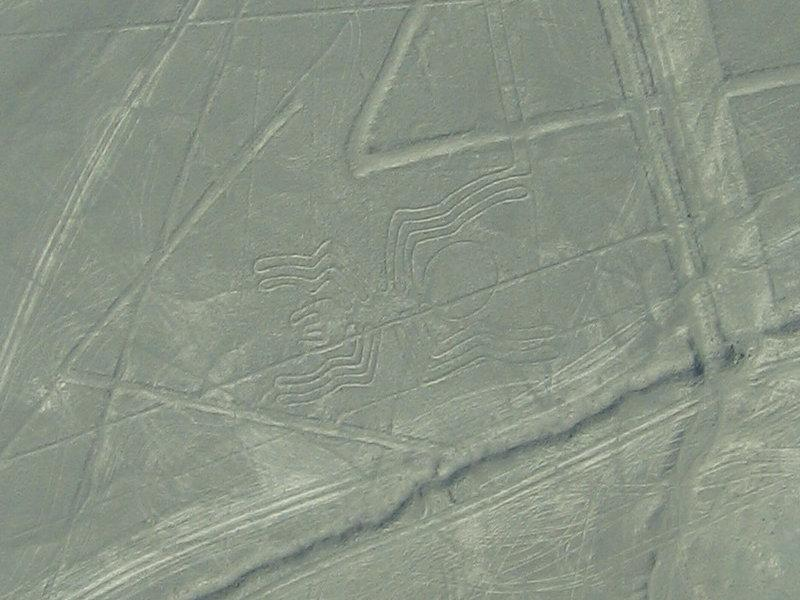
Паук
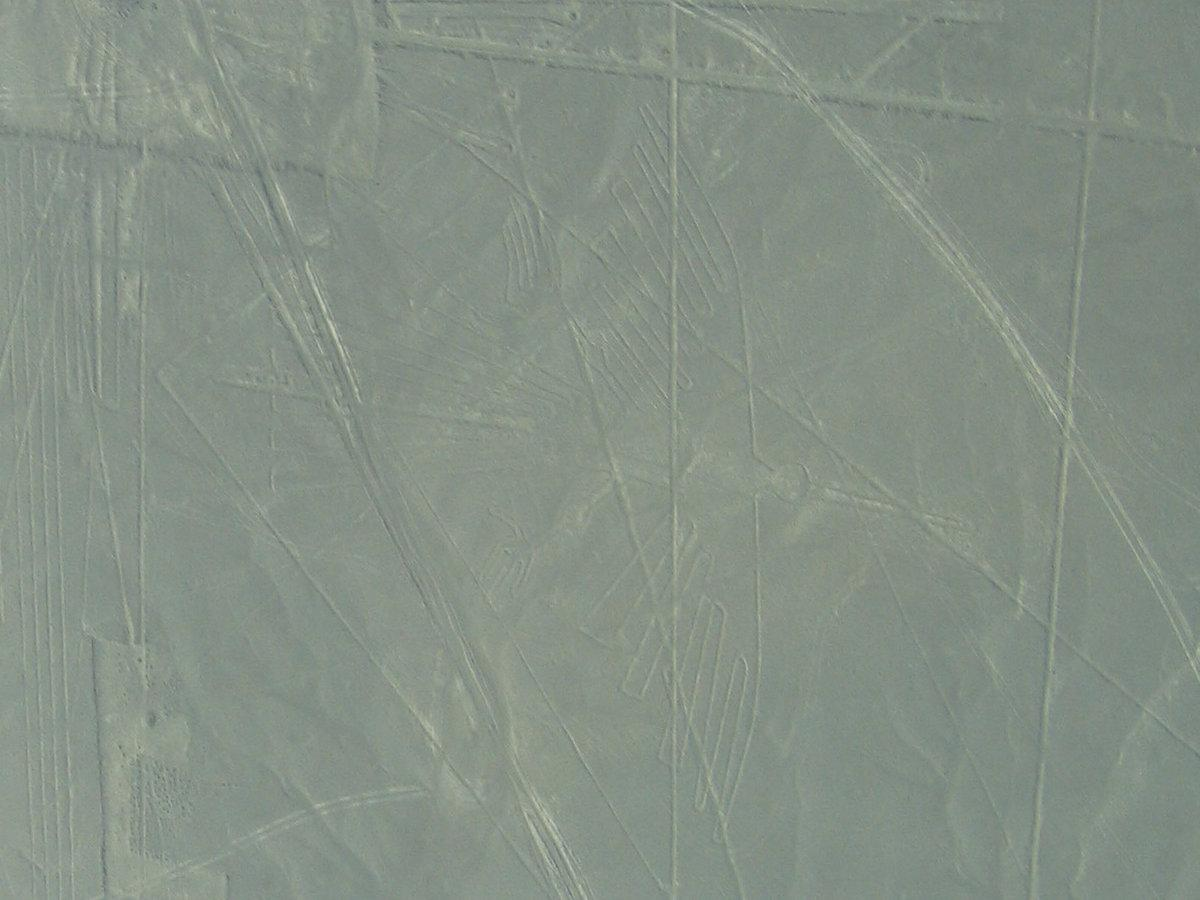
Птица, условно называемая «кондор»
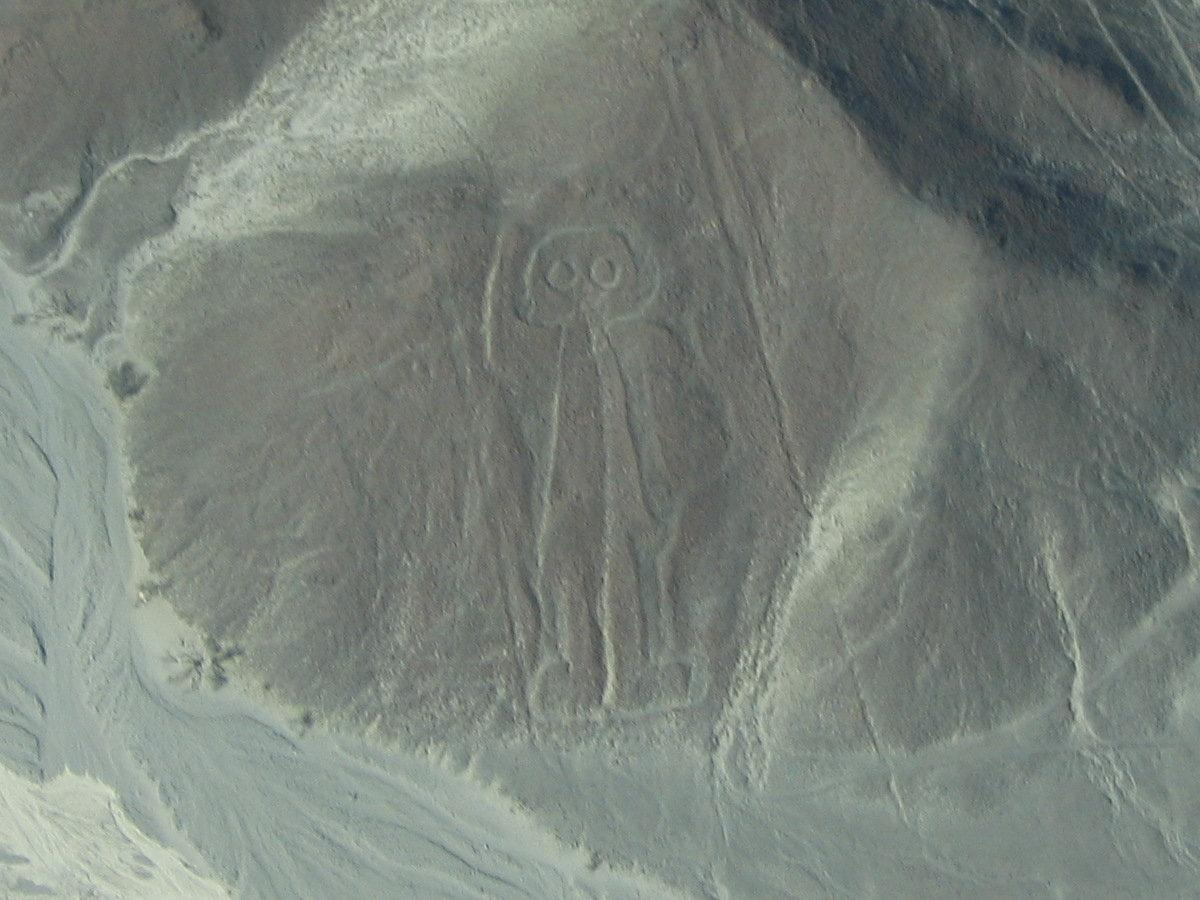
«Астронавт»
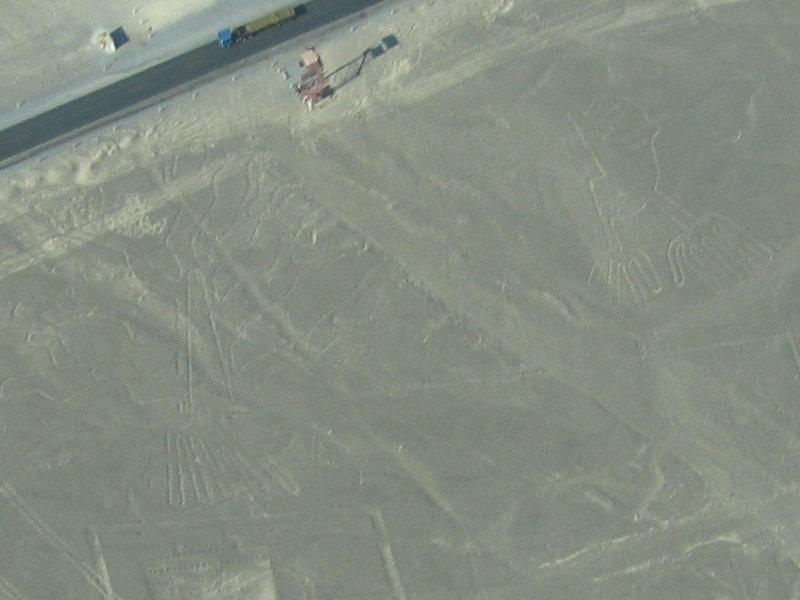
Дерево и руки
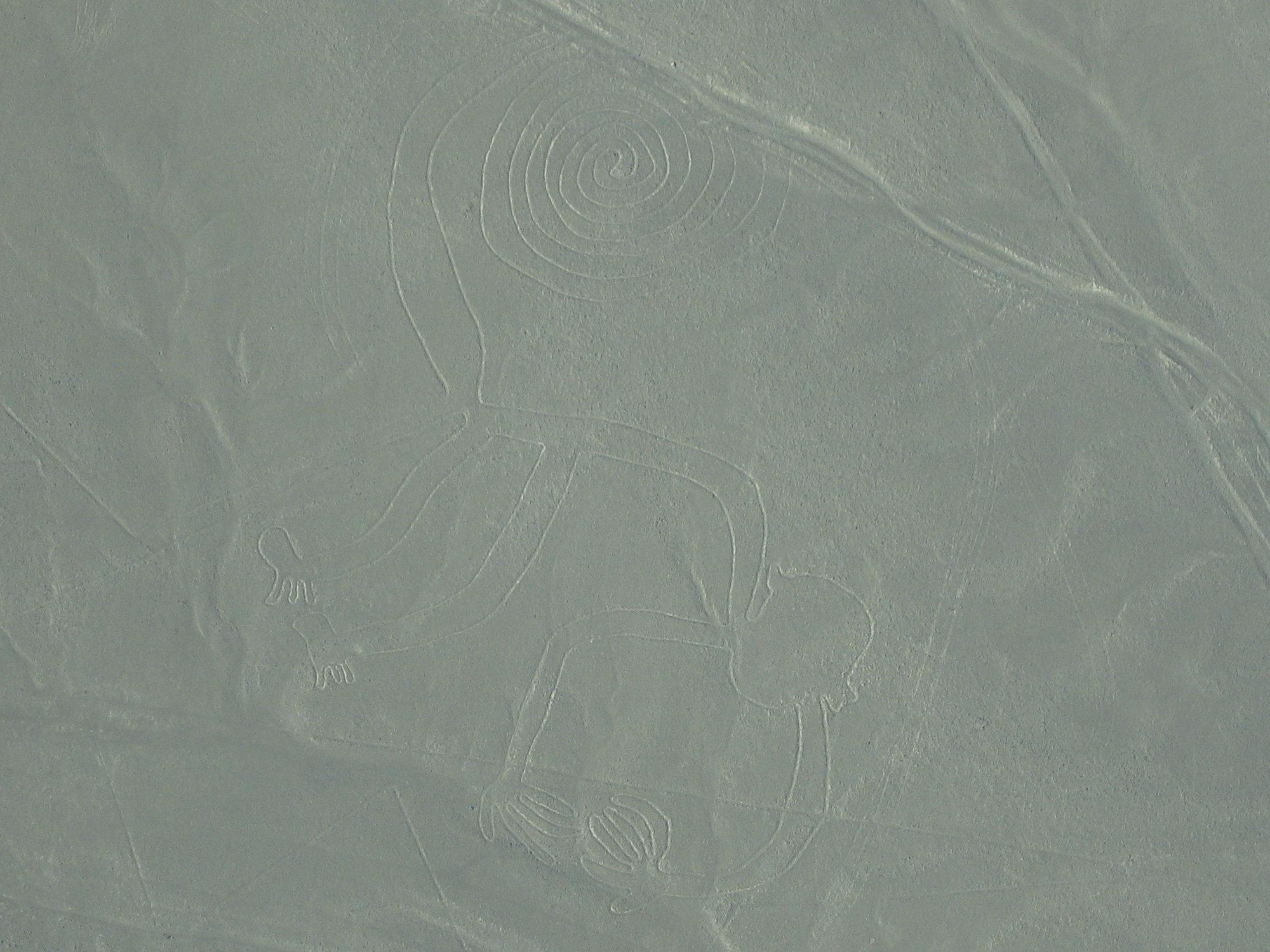
Обезьяна
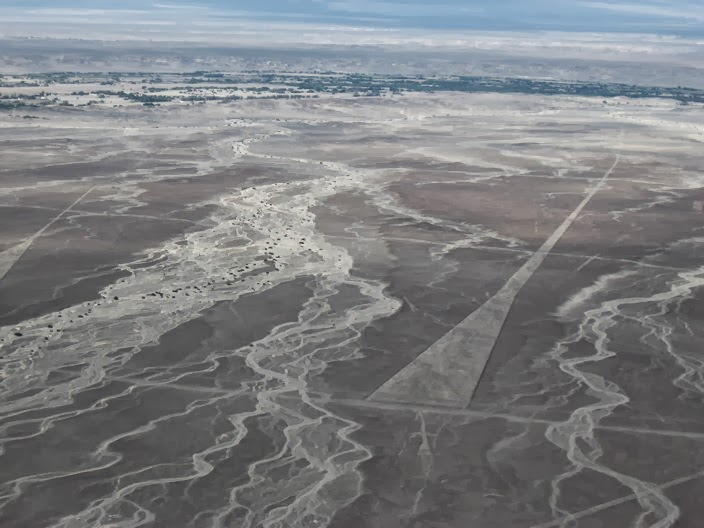
Линии, напоминающие взлетно-посадочную полосу

## Существующие аналоги

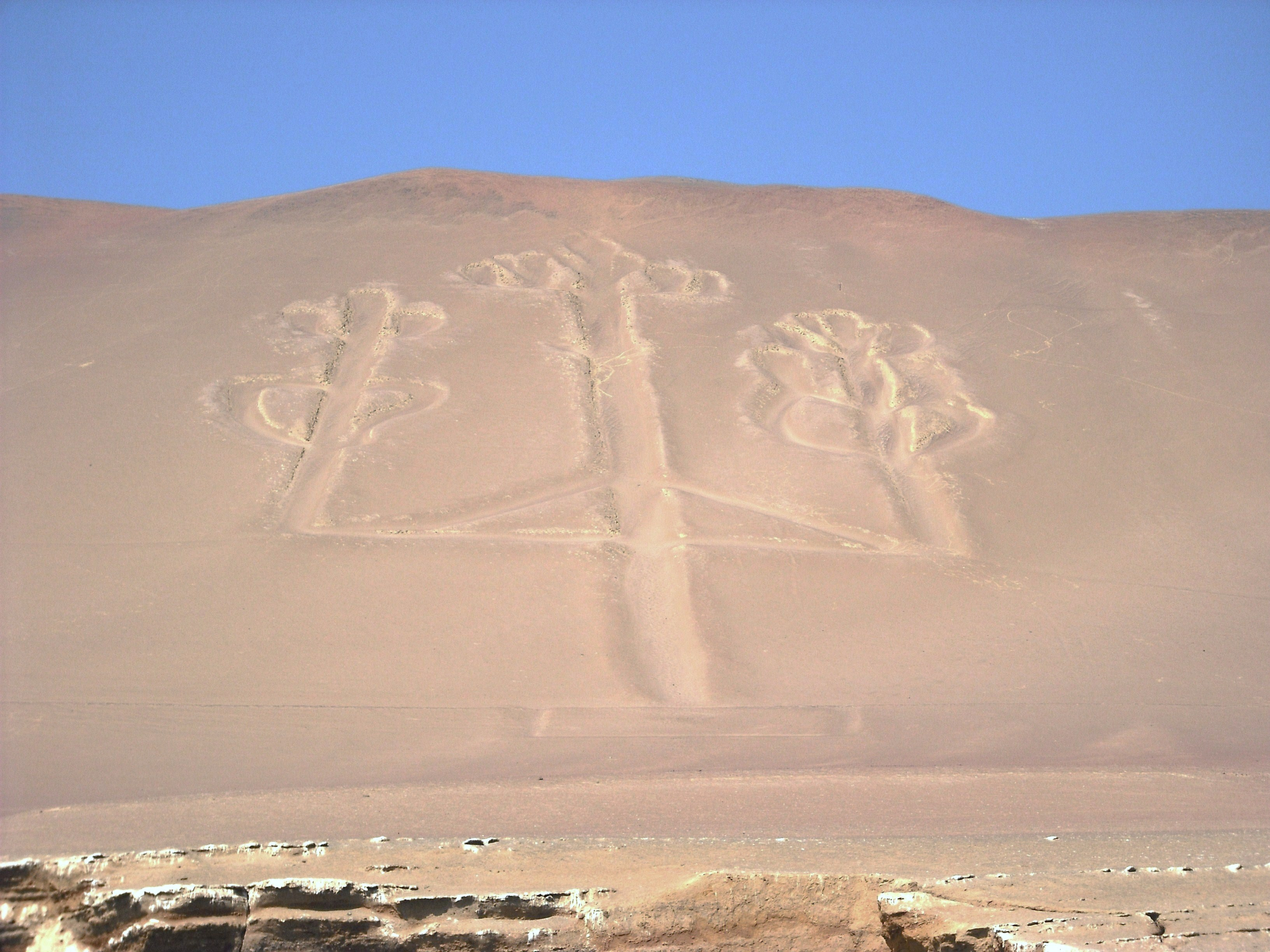
Андский канделябр

Видимо, ближайшим аналогом, на удалении порядка 30 км от Наска, является малоизвестное плато Пальпа. Оно немного меньшего размера, но имеет существенно иной рельеф. Большинство геоглифов находится на плоских вершинах как бы искусственно срезанных холмов (при этом окружающие холмы совершенно не тронуты).
Возле города Писко (Перу) находится так называемый «Андский канделябр», созданный по аналогичной технологии.
Ещё менее известны и очень похожи геоглифы Северной Америки близ города Блайт (США).
В 2007 году специалисты НАСА обнаружили древние узоры в степях Казахстана. Они сфотографировали из космоса гигантские геометрические узоры площадью в несколько футбольных полей. По оценке учёных их возраст может превышать 8 тысяч лет.

## Влияние человека
- Захоронение в пампе мусора жителями города Наска негативно сказывается на состоянии знаменитых линий. Мэр города написал заявление, в котором протестовал против недостатка финансирования города. По указу президента Альберто Фухимори город получал деньги для превращения ирригационных каналов в место паломничества туристов. К сожалению, это заключалось в переносе и реконструкции точек доступа к каналам в места, которые, по их мнению, больше для этого подходили. Президент Алехандро Толедо прекратил это финансирование.
- Поверхность пампы такова, что единожды проехавший по ней автомобиль оставляет следы колёс. Именно поэтому территория Наски тщательно охраняется, а за порчу рисунков, даже неумышленную, грозит тюремное заключение сроком до 5 лет и штраф в несколько сотен тысяч долларов[4].
- Грунт под линиями уплотнён, что является следствием прохождения по линиям большого числа наших современников в ритуальных целях[10].
- 8 декабря 2014 года несколько активистов организации Greenpeace разместили на плато рядом с изображением колибри фразу из огромных тканевых букв: «Time for change! The future is renewable. Greenpeace». По утверждению правительства Перу, геоглиф этими действиями оказался испорчен с сомнительной возможностью реставрации. Гринпис уже принесла извинения за действия своих активистов, но правительство не приняло их. Проводится расследование.
- В конце января 2018 года на территорию с геоглифами заехал грузовик из соседнего карьера. Его колёса оставили глубокие отпечатки на участке 50×100 метров, что повредило части трёх геоглифов. Действия задержанного водителя грузовика были признаны судом непредумышленными, он был признан невиновным[11].